# 15397 Ksoari
15397 Ksoari este un asteroid din centura principală de asteroizi.

## Descriere
15397 Ksoari este un asteroid din centura principală de asteroizi. A fost descoperit pe 27 octombrie 1997 la Observatorul Starkenburg din Heppenheim. Asteroidul prezintă o orbită caracterizată de o semiaxă mare de 2,63 ua, o excentricitate de 0,05 și o înclinație de 2,8° în raport cu ecliptica.